# 1882
1882 (MDCCCLXXXII) a fost un an obișnuit al calendarului gregorian, care a început într-o zi de duminică.

## Evenimente

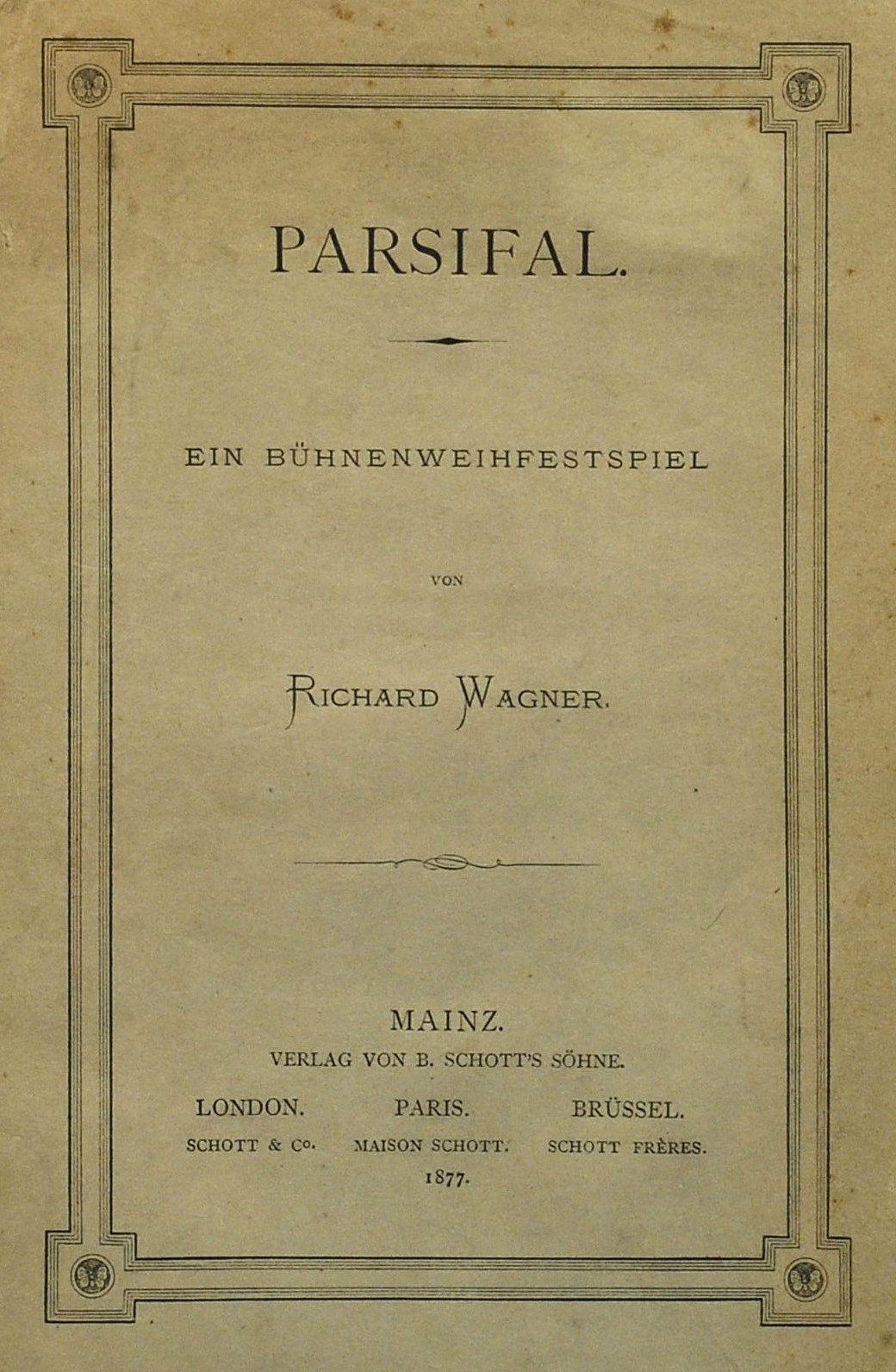
Opera Parsifal, a lui Richard Wagner, are premiera mondială la Bayreuth Festspielhaus.

### Ianuarie
- 2 ianuarie: Autorul irlandez, Oscar Wilde, ajunge în Statele Unite pentru un turneu de un an. Când a fost întrebat de către un funcționar vamal, dacă acesta are ceva să declare, el răspunde: "Nu am nimic de declarat, în afară de geniul meu".[1]

### Martie
- 6 martie: Principatul Serbiei devine Regatul Serbiei, iar Milan I devine primul rege.
- 11 martie: În discursul său de la Sorbona, despre "Ce este o națiune", istoricul francez, Ernest Renan, exprimă ideea de comunitate europeană.
- 25 martie: Mitropolitul primat al Ungrovlahiei, Calinic Miclescu, săvârșește în premieră la București sfințirea marelui mir, pas care înseamnă autocefalia (independența) Bisericii Ortodoxe Române față de Patriarhia de Constantinopol. În data de 25 aprilie, Patriarhia de Constantinopol a recunoscut explicit autocefalia Bisericii Ortodoxe Române.
- 28 martie: În Franța se introduce învățământul obligatoriu.

### Mai
- 20 mai: Se formează „Tripla Alianță” între Germania, Austro-Ungaria și Italia.

### Nedatate
- București: Se introduce lumina electrică. Prima instalație intră în funcțiune la Palatul Regal de pe Calea Victoriei, de unde este alimentat și Palatul Cotroceni, apoi urmează Teatrul Național și Grădina Cișmigiu.
- Este înființată Facultatea de Teologie din București.
- Italianul Ettore Ferrari, realizează statuia lui Ion Heliade Rădulescu, pe care municipalitatea o va instala în fața Universității, lângă statuia lui Mihai Viteazul.
- Începe refacerea și întregirea Palatului Regal din București după planurile arhitectului francez, Paul Gottereau. Lucrările au durat până în anul 1885.

## Arte, științe, literatură și filozofie
- Auguste Rodin sculptează Le Baiser (Sărutul).
- Bogdan Petriceicu Hașdeu este ales membru al Societății de lingvistică din Paris.
- Compozitorul german Richard Wagner scrie opera Parsifal.
- Friedrich Nietzsche publică Die fröhliche Wissenschaft („Știința voioasă”).
- Mark Twain publică The Prince and the Pauper („Prinț și cerșetor”).
- Robert Koch, medic și microbiolog german, a anunțat descoperirea bacilului tuberculozei (Mycobacterium tuberculosis).

## Nașteri
- 30 ianuarie: Franklin Delano Roosevelt al 32-lea președinte al Statelor Unite ale Americii (d. 1945)
- 2 februarie: James Joyce prozator și poet irlandez (d. 1941)
- 25 ianuarie: Virginia Woolf scriitoare engleză (d. 1941)
- 18 iunie: Igor Stravinski  (d. 1971)
- 11 decembrie: Max Born  (d. 1970)
- 20 mai: Sigrid Undset scriitoare norvegiană (d. 1949)
- 25 iunie: Yanka Kupala scriitor bielorus (d. 1942)
- 23 martie: Emmy Noether matematiciană germană (d. 1935)
- 26 august: James Franck fizician german (d. 1964)
- 13 mai: Georges Braque  (d. 1963)
- 5 octombrie: Robert H. Goddard fizician american (d. 1945)
- 21 aprilie: Percy Williams Bridgman fizician american (d. 1961)
- 19 aprilie: Getúlio Vargas  (d. 1954)
- 18 ianuarie: Alan Alexander Milne scriitor englez (d. 1956)
- 28 decembrie: Arthur Eddington  (d. 1944)
- 22 octombrie: Yakub Kolas scriitor bielorus (d. 1956)
- 14 octombrie: Éamon de Valera  (d. 1975)
- 22 septembrie: Wilhelm Keitel general german (d. 1946)
- 2 februarie: Abdullah I al Iordaniei  (d. 1951)
- 18 iunie: Gheorghi Dimitrov politician bulgar (d. 1949)
- 19 mai: Mohammad Mosaddegh  (d. 1967)
- 2 iunie: Ion Antonescu șef de stat român și criminal de război (d. 1946)
- 20 octombrie: Béla Lugosi actor maghiar (1882–1956) (d. 1956)
- 11 noiembrie: Gustaf al VI-lea Adolf al Suediei  (d. 1973)
- 29 octombrie: Jean Giraudoux  (d. 1944)
- 7 aprilie: Kurt von Schleicher  (d. 1934)
- 12 ianuarie: Abd el-Krim  (d. 1963)
- 30 septembrie: Hans Geiger fizician german (d. 1945)
- 19 martie: Kornei Ciukovski scriitor rus (d. 1969)
- 22 iulie: Edward Hopper pictor american (d. 1967)
- 20 martie: René Coty  (d. 1962)
- 14 aprilie: Moritz Schlick filosof german (d. 1936)
- 15 februarie: John Barrymore  (d. 1942)
- 17 august: Samuel Goldwyn  (d. 1974)
- 16 decembrie: Zoltán Kodály  (d. 1967)
- 19 octombrie: Umberto Boccioni  (d. 1916)
- 18 noiembrie: Jacques Maritain filosof francez (d. 1973)
- 28 decembrie: Lili Elbe artistă daneză (d. 1931)
- 2 octombrie: Boris Șapoșnikov  (d. 1945)
- 30 octombrie: Günther von Kluge ofițer german (d. 1944)
- 2 februarie: Andrei al Greciei  (d. 1944)
- 27 iulie: Donald Crisp  (d. 1974)
- 3 octombrie: Karol Szymanowski compozitor polonez (d. 1937)
- 6 mai: Wilhelm, Prinț Moștenitor al Germaniei  (d. 1951)
- 18 aprilie: Leopold Stokowski  (d. 1977)
- 24 octombrie: Emmerich Kálmán  (d. 1953)
- 9 octombrie: B. Traven romancier german (d. 1969)
- 2 mai: James F. Byrnes politician american (d. 1972)
- 11 decembrie: Fiorello La Guardia politician american (d. 1947)
- 2 iulie: Prințesa Marie Bonaparte scriitoare și psihanalistă franceză (d. 1962)
- 18 ianuarie: Aleksandra Ekster pictoriță rusă și franceză (d. 1949)
- 1 iunie: Marea Ducesă Olga Alexandrovna a Rusiei  (d. 1960)
- 6 ianuarie: Fan Noli politician albanez (d. 1965)
- 15 ianuarie: Prințesa Margaret de Connaught  (d. 1920)
- 22 august: Raymonde de Laroche aviatoare franceză (d. 1919)
- 20 februarie: Nicolai Hartmann filosof german (d. 1950)
- 10 ianuarie: Eugène Joseph Delporte astronom belgian (d. 1955)
- 30 septembrie: George Bancroft  (d. 1956)
- 8 iulie: Percy Grainger  (d. 1961)
- 30 octombrie: William Halsey ofițer american (d. 1959)
- 5 februarie: August Kopff astronom german (d. 1960)
- 26 februarie: Husband E. Kimmel ofițer american (d. 1968)
- 29 ianuarie: Marea Ducesă Elena Vladimirovna a Rusiei  (d. 1957)
- 11 decembrie: Subramaniya Bharathi  (d. 1921)
- 2 noiembrie: Leo Perutz  (d. 1957)
- 22 ianuarie: Louis Pergaud scriitor francez (d. 1915)
- 19 noiembrie: Ezzedin Al-Qassam  (d. 1935)
- 29 octombrie: Jenő Fuchs scrimer maghiar (d. 1955)
- 12 noiembrie: Infanta Maria Teresa a Spaniei  (d. 1912)
- 27 iunie: Eduard Spranger  (d. 1963)
- 9 aprilie: Frederic Francisc al IV-lea, Mare Duce de Mecklenburg  (d. 1945)
- 4 septembrie: Leonhard Frank scriitor german (d. 1961)
- 24 septembrie: Max Decugis jucător de tenis francez (d. 1978)
- 19 decembrie: Bronisław Huberman muzician polonez (d. 1947)
- 6 ianuarie: Ivan Olbracht  (d. 1952)
- 20 ianuarie: Johnny Torrio  (d. 1957)
- 7 mai: Willem Elsschot  (d. 1960)
- 1 aprilie: Paul Anspach scrimer belgian (d. 1981)
- 10 noiembrie: Leo White  (d. 1948)
- 10 septembrie: Károly Huszár politician maghiar (d. 1941)
- 14 ianuarie: Hendrik Willem van Loon  (d. 1944)
- 4 martie: Nicolae Titulescu diplomat și om politic român (1882–1941) (d. 1941)
- 18 februarie: Petre Dumitrescu general român (d. 1950)
- 17 noiembrie: Maurice Germot jucător de tenis francez (d. 1958)
- 29 septembrie: Alexandra de Hanovra  (d. 1963)
- 24 februarie: Prințesa Louise de Orléans  (d. 1958)
- 28 august: Ernst Weiß  (d. 1940)
- 19 noiembrie: Aurel Vlaicu inginer, aviator, inventator român (d. 1913)
- 2 februarie: Leonard Meredith  (d. 1930)
- 4 mai: Karel Domin  (d. 1953)
- 30 mai: Wyndham Halswelle atlet britanic (d. 1915)
- 3 septembrie: Johnny Douglas  (d. 1930)
- 17 iunie: Adolphus Frederic al VI-lea, Mare Duce de Mecklenburg  (d. 1918)
- 30 octombrie: Mîhailo Boiciuk pictor ucrainean (d. 1937)
- 13 decembrie: Albert Austin  (d. 1953)
- 5 septembrie: Harry Myers  (d. 1938)
- 19 octombrie: Vincas Krėvė-Mickevičius scriitor lituanian (d. 1954)
- 3 noiembrie: John Taylor (atlet) atlet american (d. 1908)

### Ianuarie
- 6 ianuarie: Emil Monția, compozitor român (d. 1965)
- 6 ianuarie: Maria Anna de Austria, prințesă de Bourbon-Parma (d. 1940)
- 15 ianuarie: Prințesa Margaret de Connaught (d. 1920)
- 17 ianuarie: Marea Ducesă Elena Vladimirovna a Rusiei (d. 1957)
- 25 ianuarie: Virginia Woolf (n. Adeline Virginia Stephen), scriitoare engleză (d. 1941)
- 30 ianuarie: Franklin Delano Roosevelt, politician american, al 32-lea președinte al Statelor Unite (1933-1945), (d. 1945)

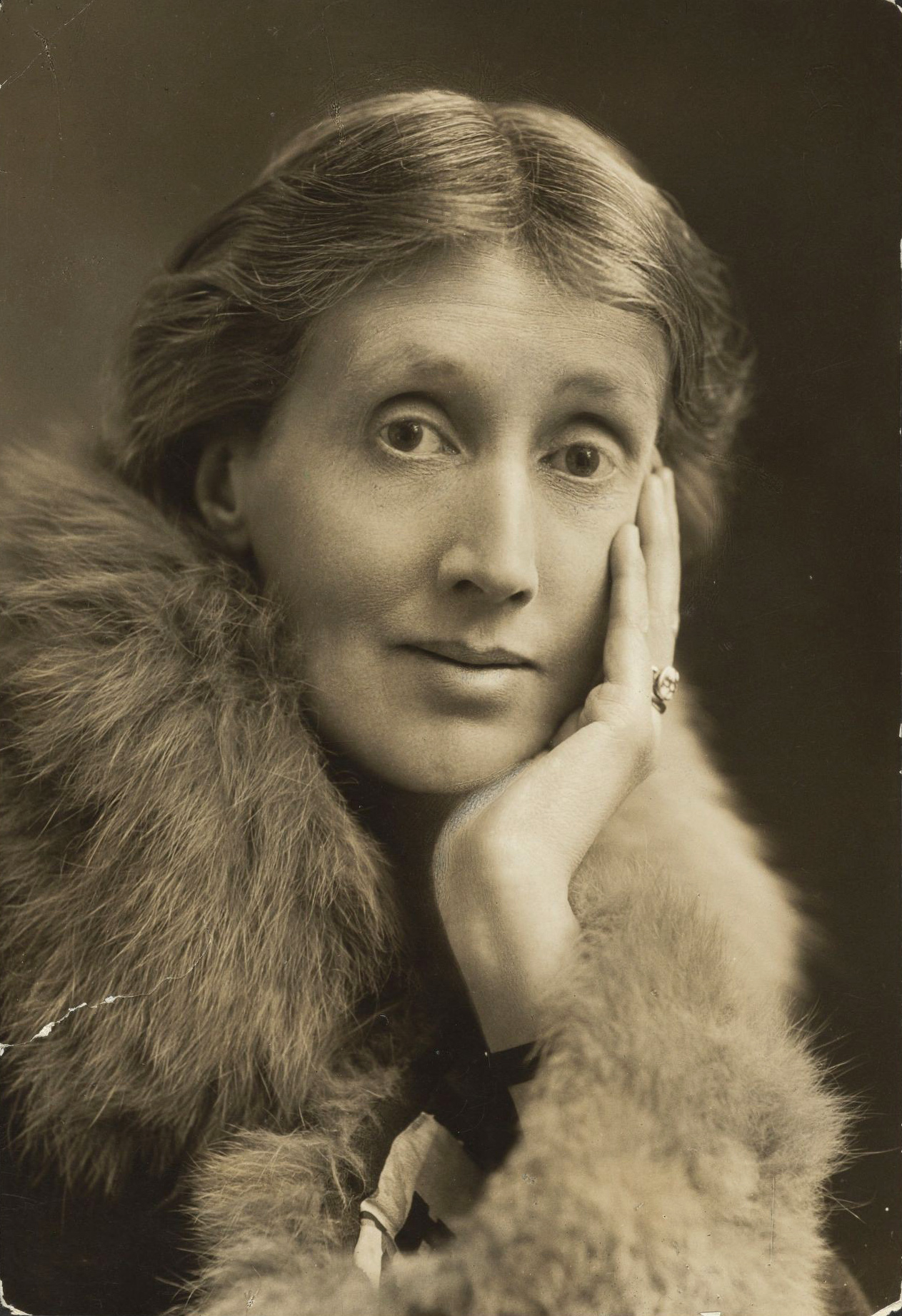
Virginia Woolf, scriitoare engleză
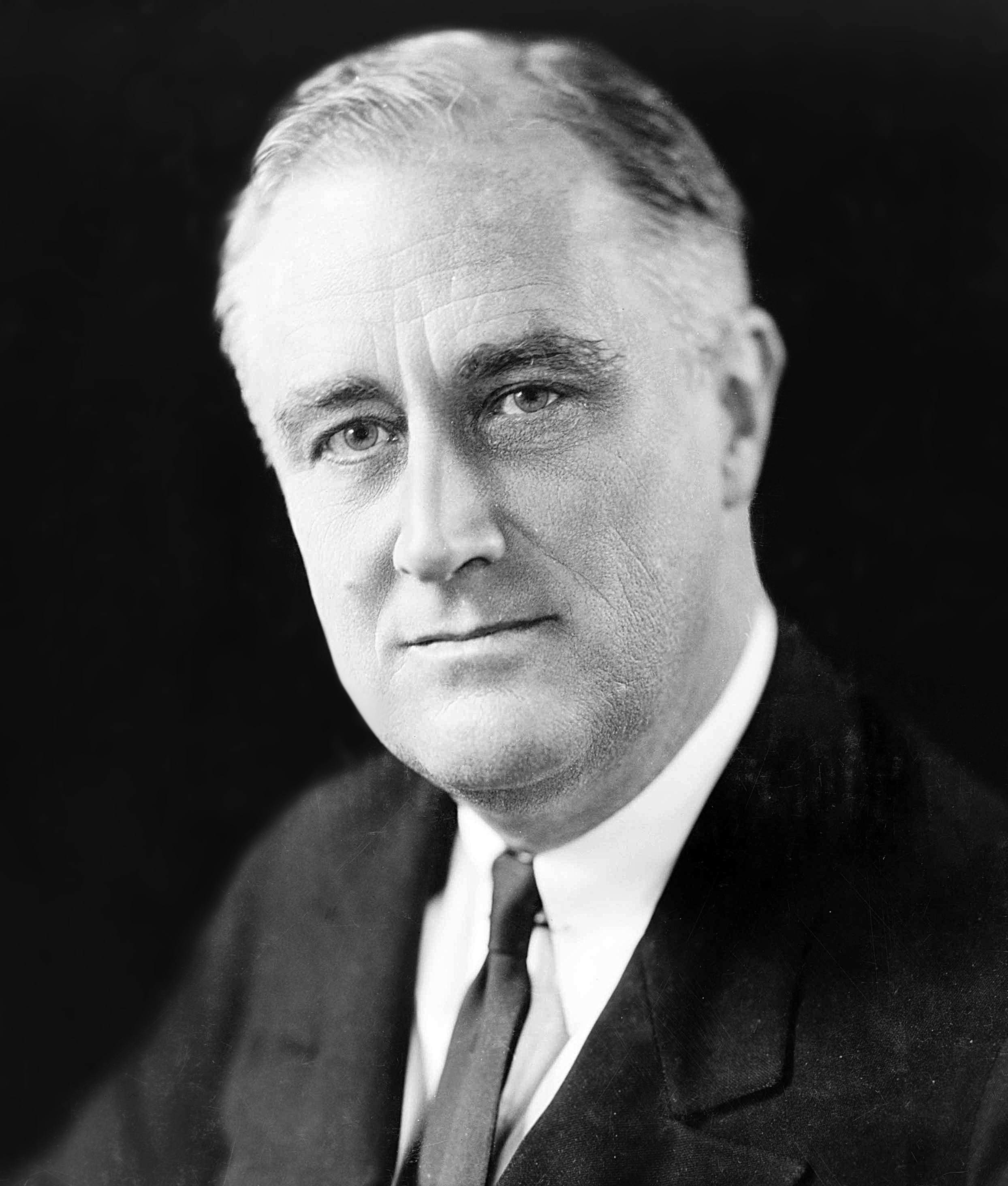
Franklin Delano Roosevelt, politician american, al 32-lea președinte al Statelor Unite
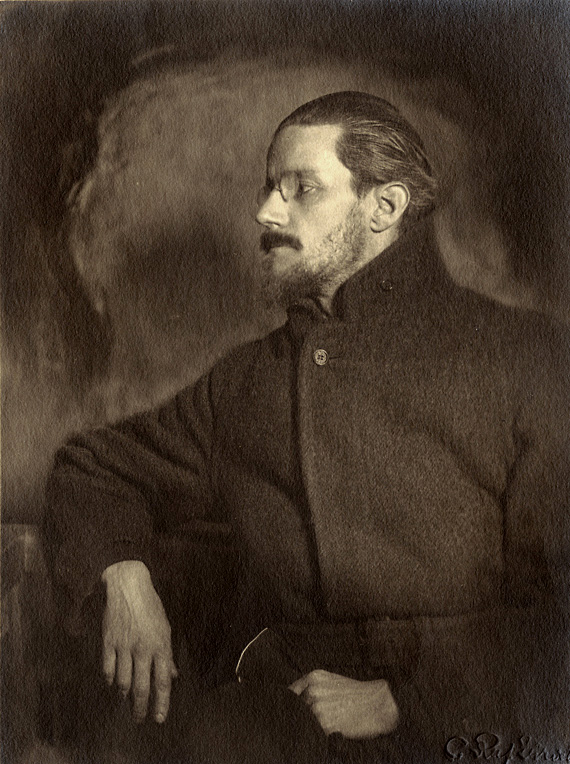
James Joyce, scriitor irlandez
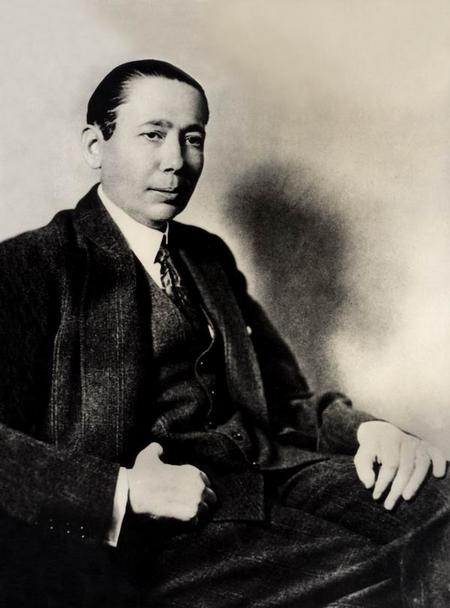
Nicolae Titulescu, diplomat, ministru român de externe, președinte al Ligii Națiunilor

### Februarie
- 2 februarie: James Joyce, scriitor irlandez (d. 1941)
- 20 februarie: Nicolai Hartmann, filosof german (d. 1950)
- 24 februarie: Prințesa Louise de Orléans (d. 1958)

### Martie
- 3 martie: Ion Mihalache, om politic român, fondator al Partidului Țărănesc (d. 1963)
- 4 martie: Nicolae Titulescu, diplomat, ministru român de externe, președinte al Ligii Națiunilor (d. 1941)

### Aprilie
- 9 aprilie: Frederic Francisc al IV-lea, Mare Duce de Mecklenburg (d. 1945)
- 14 aprilie: Moritz Schlick, filosof german (d. 1936)

### Mai
- 6 mai: Wilhelm, Prinț Moștenitor al Germaniei (d. 1951)
- 13 mai: Georges Braque, pictor francez care a dezvoltat cubismul alături de Pablo Picasso (d. 1963)
- 20 mai: Sigrid Undset, scriitoare norvegiană, laureată al Premiului Nobel (d. 1949)

### Iunie
- 2 iunie: Ion Antonescu, mareșal, politician român, prim-ministru și conducător al României în timpul celui de-Al Doilea Război Mondial (1940-1944), (d. 1946)
- 8 iunie: György Ádám, scriitor și filosof maghiar din Transilvania (d. 1906)
- 13 iunie: Marea Ducesă Olga Alexandrovna a Rusiei (d. 1960)
- 14 iunie: Ion Petrovici, filosof, eseist, memorialist, scriitor, orator și politician român (d. 1972)
- 17 iunie: Igor Stravinsky, compozitor rus (d. 1971)
- 17 iunie: Adolphus Frederic al VI-lea, Mare Duce de Mecklenburg (d. 1918)
- 18 iunie: Gheorghi Mihailovici Dimitrov, lider comunist bulgar (d. 1949)
- 19 iunie: Ștefan Zeletin (n. Ștefan Motăș) filosof, sociolog, economist și scriitor român (d. 1934)

### Iulie
- 2 iulie: Prințesa Marie Bonaparte, prințesă a Greciei și Danemarcei (d. 1962)
- 8 iulie: Percy Grainger, compozitor și muzician australian (d. 1961)
- 12 iulie: Traian Lalescu, matematician și profesor universitar român (d. 1929)
- 22 iulie: Edward Hopper, pictor american (d. 1967)

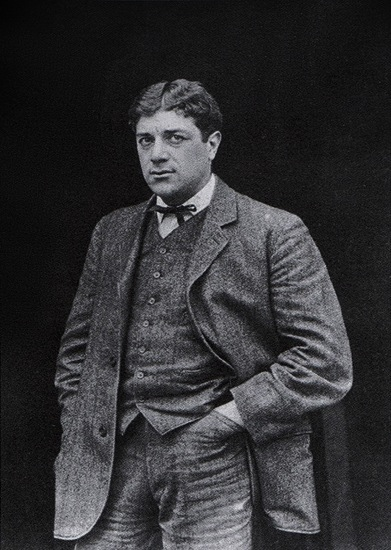
Georges Braque, pictor francez
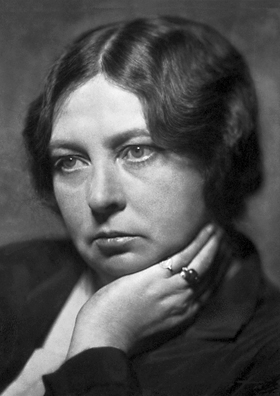
Sigrid Undset, scriitoare norvegiană, laureată Nobel
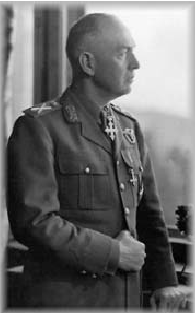
Ion Antonescu, mareșal, politician român, prim-ministru și lider al României în timpul celui de-Al Doilea Război Mondial
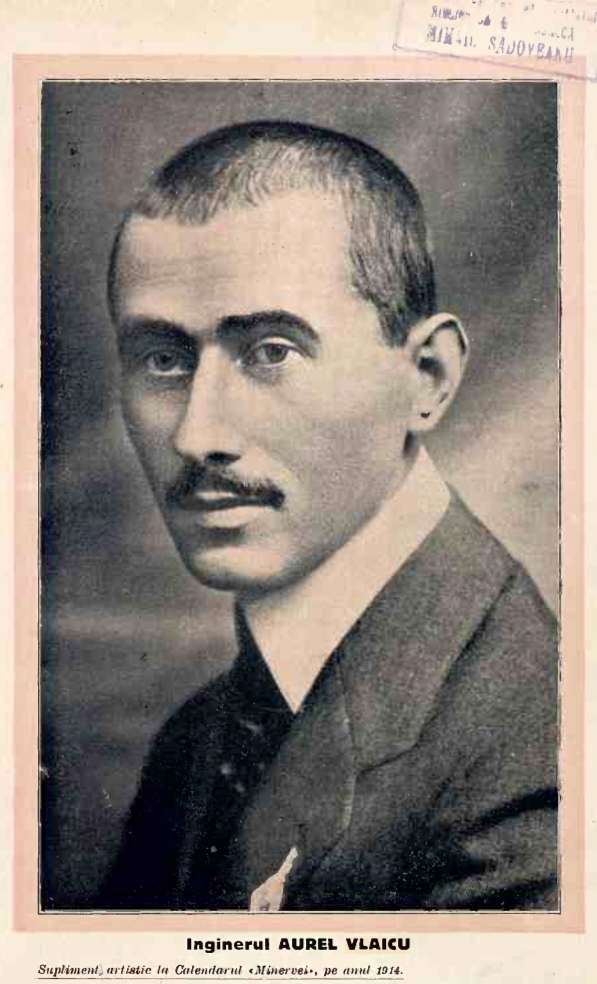
Aurel Vlaicu, inginer și pionier al aviației românești

### August
- 26 august: James Franck, fizician german, laureat al Premiului Nobel (d. 1964)

### Septembrie
- 12 septembrie: Ion Agârbiceanu, scriitor român, membru al Academiei Române (d. 1963)
- 22 septembrie: Wilhelm Keitel, feldmareșal german din Al Doilea Război Mondial (d. 1946)
- 28 septembrie: Vasile Pârvan, istoric, arheolog, epigrafist și eseist român (d. 1927)
- 29 septembrie: Prințesa Alexandra de Hanovra și Cumberland (d. 1963)
- 30 septembrie: Hans Geiger, fizician german (d. 1945)

### Octombrie
- 5 octombrie: Robert H. Goddard (Robert Hutchings Goddard), savant american, unul din pionierii rachetelor moderne (d. 1945)
- 29 octombrie: Jean Giraudoux, dramaturg francez (d. 1944)

### Noiembrie
- 19 noiembrie: Aurel Vlaicu, inginer și pionier al aviației românești (d. 1913)
- 11 noiembrie: Gustaf al VI-lea Adolf al Suediei (d. 1973)
- 12 noiembrie: Infanta Maria Teresa a Spaniei (d. 1912)

### Decembrie
- 5 decembrie: Natalia Negru, profesoară, poetă, prozatoare și traducătoare română (d. 1962)
- 11 decembrie: Max Born, fizician german, laureat al Premiul Nobel (d. 1970)
- 28 decembrie: Arthur Eddington, astrofizician și matematician britanic (d. 1944)
- 28 decembrie: Lili Elbe (n. Einar Magnus Andreas Wegener), artistă daneză transexuală (d. 1931)

## Decese
- 6 martie: Ayn Rand (n. Zinovievna Alisa Rosenbaum), 77 ani, scriitoare americană de etnie rusă (n. 1905)
- 21 martie: Constantin Bosianu, 67 ani, jurist și om politic, prim-ministru al Principatelor Române (n. 1815)
- 3 aprilie: Jesse James (Jesse Woodson James), 34 ani, infractor american (n. 1847)
- 9 aprilie: Dante Gabriel Rossetti, 53 ani, pictor și poet englez (n. 1828)
- 19 aprilie: Charles Darwin (Charles Robert Darwin), 73 ani, naturalist englez (n. 1809)
- 21 aprilie: Vasile Conta, 36 ani, filosof, scriitor și ministru român (n. 1845)

Dante Gabriel Rossetti, pictor și poet englez
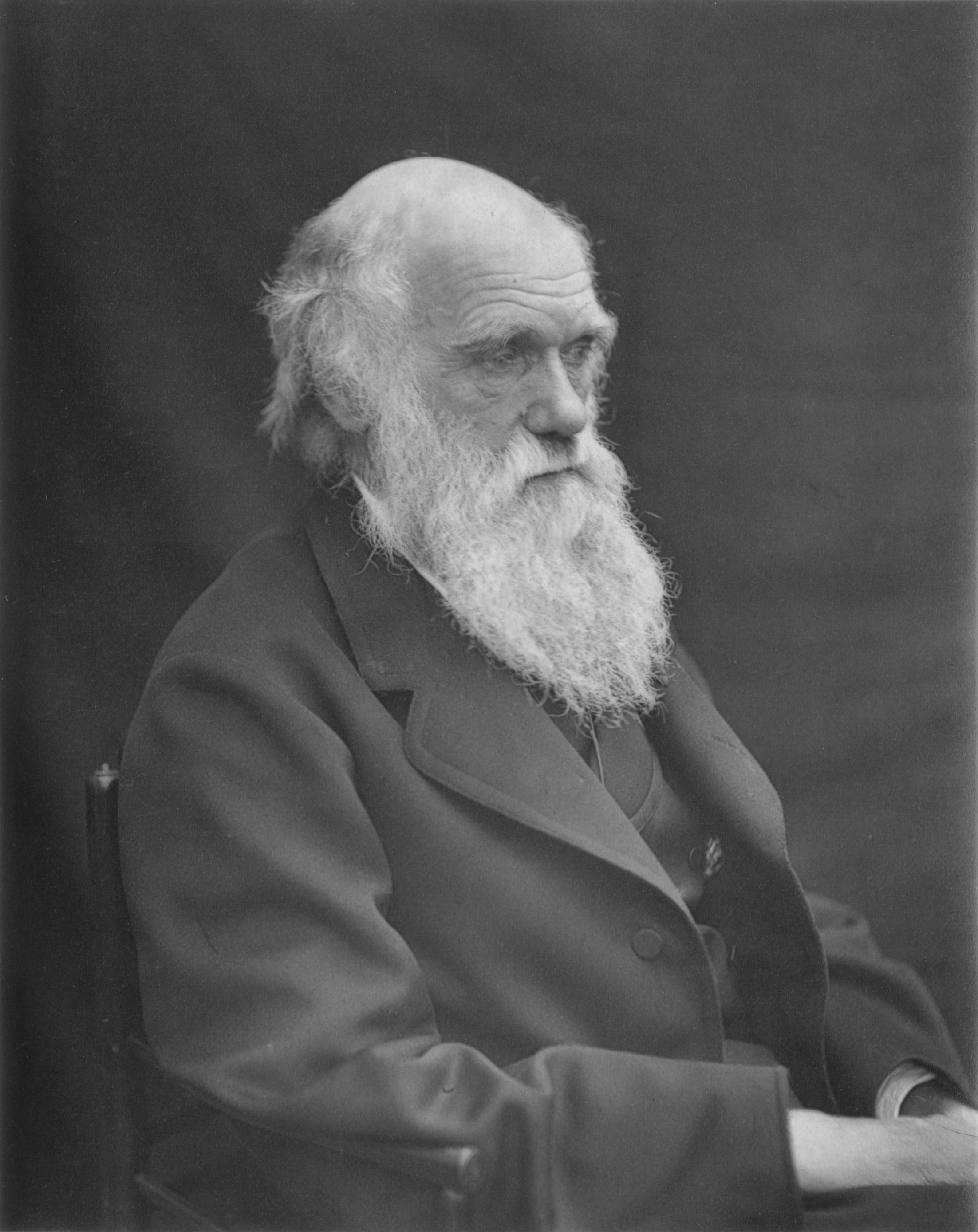
Charles Darwin, naturalist englez
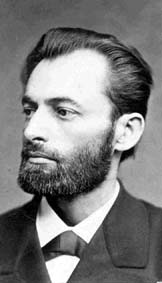
Vasile Conta, filozof, scriitor și ministru român
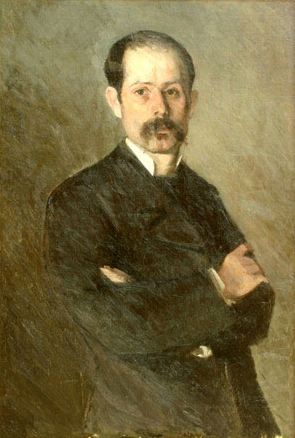
Ion Andreescu, pictor român

- 30 aprilie: Prințesa Marie de Waldeck și Pyrmont, 24 ani (n. 1857)
- 2 iunie: Giuseppe Garibaldi, 74 ani, revoluționar italian (n. 1807)
- 15 iunie: Ernest Courtot de Cissey (Ernest Louis Octave Courtot de Cissey), 71 ani, politician francez, prim-ministru al Franței (1874-1875), (n. 1810)
- 23 septembrie: Friedrich Wöhler, 82 ani, chimist german (n. 1800)
- 29 septembrie: Maria Pia de Bourbon-Două Sicilii (n. Maria Pia della Grazia), 33 ani (n. 1849)
- 22 octombrie: Ion Andreescu, 32 ani, pictor român ales membru al Academiei Române post-mortem (n. 1850)
- 22 octombrie: János Arany, 65 ani, scriitor maghiar (n. 1817)
- 18 noiembrie: Sándor Abday, 82 ani, scriitor, actor și dramaturg maghiar (n. 1800)
- 3 decembrie: Bernhard al II-lea, Duce de Saxa-Meiningen (n. Bernhard Erich Freund), 81 ani (n. 1800)
- 27 decembrie: Giovanni Losi, călugăr și misionar catolic italian, 44 ani (n. 1882)
- 31 decembrie: Léon Gambetta, 44 ani, om de stat francez (n. 1838)